# Questo piccolo grande amore (Annalisa Minetti)
Questo piccolo grande amore è un album di Annalisa Minetti, pubblicato il 4 novembre 2009. Nell'album è incluso anche il duetto con Toto Cutugno del brano Un falco chiuso in gabbia portato da Cutugno al Festival di Sanremo 2008 e duettato con Annalisa durante la serata dei duetti.

## Tracce
1. Questo piccolo grande amore – 3:43 (testo: Claudio Baglioni – musica: Claudio Baglioni, Antonio Coggio)
2. La prima notte (Rmx) – 4:16 (testo: Federico Cavalli – musica: Eros Ramazzotti, Vladimiro Tosetto)
3. Vita vera – 3:51 (testo: Michele Galasso, Umberto Iervolino – musica: Matteo Di Franco)
4. Certe notti – 2:58 (Luciano Ligabue)
5. Senza te o con te – 4:13 (testo: Paola Palma – musica: Massimo Luca)
6. One More Time (Rmx) – 4:02 (testo: Ivana Spagna – musica: Ivana Spagna, Giorgio Spagna)
7. Annalisa Minetti e Toto Cutugno – Un falco chiuso in gabbia – 4:16 (testo: Toto Cutugno, Davide De Marinis – musica: Toto Cutugno)
8. Metti un lento (feat. Perro Negro) – 3:51 (Depsa, Enzo Miceli, Gianluca Misiti, Giuseppe Andreetto)
9. Fumo negli occhi (Smoke Gets In Your Eyes) – 3:51 (Otto Harbach, Jerome Kern, Ettore Carrera, Mogol)

Durata totale: 35:01